# Type 092 (lớp tàu ngầm)
Tàu ngầm Kiểu 092 (tiếng Trung: 092型) là loại tàu ngầm hạt nhân mang tên lửa đạn đạo đầu tiên của Cộng hòa Nhân dân Trung Hoa. NATO gọi loại tàu ngầm này là lớp Hạ.
Tàu này nặng 6500 tấn, có 4 đến 6 ống phóng tên lửa. Có 2 tàu thuộc lớp này đã được chế tạo. Tàu thứ nhất là Changzheng 6 (# 406), được hoàn thành vào năm 1981. Tàu ngầm hạt nhân kiểu 92 mang tên lửa đạn đạo JL-1.
Các tàu ngầm kiểu 92 trú tại căn cứ tàu ngầm Jianggezhuang gần Thanh Đảo.
Tàu ngầm hạt nhân kiểu 92 được phát triển trên cơ sở lớp 91. Gần đây, Trung Quốc đang phát triển lớp 94 nhằm thay thế cho lớp 92.